# Rudolf Brandt
Rudolf Brandt (Fráncfort del Óder, Alemania; 2 de junio de 1909 - Landsberg am Lech, 2 de junio de 1948) fue un abogado, Coronel de las SS (Standartenführer) y funcionario administrativo que ocupó el cargo de primer secretario personal del Reichsführer de las SS Heinrich Himmler.

## Biografía
Rudolf Brandt nació en una modesta familia de ferroviarios. Para poder subsistir estudió primeramente estenografía en el Realgymnasium logrando una extraordinaria habilidad como mecanógrafo y taquígrafo. Se hizo miembro del NSDAP en 1932 con el número NSDP 1331-536. 
Poseído de un espíritu de superación, estudió leyes en la Universidad de Berlín y en la Universidad de Jena en las noches mientras trabajaba como reportero en la Corte Provisional del Consejo Económico Nacional de Alemania, graduándose como abogado en 1933. Ese mismo año se afilió a las SS con el número 129 771 y es llamado a trabajar en Berlín bajo el amparo administrativo de Heinrich Himmler, quien lo coloca en el cargo como secretario personal del Reichsführer SS. En este cargo, Brandt fue muy apreciado por Himmler debido a su perfección como taquígrafo y su responsabilidad a toda prueba bajo las exigentes condiciones y entrega que le imponía Himmler, y usó sus habilidades de transducción realizando las comunicaciones entre el Reichsführer y sus organizaciones administrativas, excepto inicialmente en las que tenían relación con las Waffen SS y sus organismos policiales. 
Cuando Himmler ocupó el cargo de (Reichsminister) Ministro del Interior en 1938, Brandt fue ascendido al cargo de Consejero y Jefe de Oficina teniendo responsabilidad en las comunicaciones y la administración de los campos de concentración. Asimismo, gestionó la administración de los resultados de la experimentación médica en estos campos, tema por el cual Himmler tenía especial ínterés. 
Supervisó el exterminio de prisioneros contagiados con tuberculosis. En este cargo, Brandt trabajó en las comunicaciones administrativas con la Gestapo a cargo de Reinhard Heydrich y más tarde de Ernst Kaltenbrunner.
Rudolf Brandt tuvo un papel decisivo al salvar directamente la vida en un par de oportunidades del médico personal protegido por Himmler, Felix Kersten, previniéndole del intento de asesinato por parte de Heydrich y Kaltenbrunner, puesto que estos sospechaban fundadamente de colaboracionismo con el enemigo. Al salvar la vida de este médico, Brandt indirectamente salvó las vidas de miles de judíos y de víctimas de la represión en Holanda de las manos de los organismos de represión de las SS.

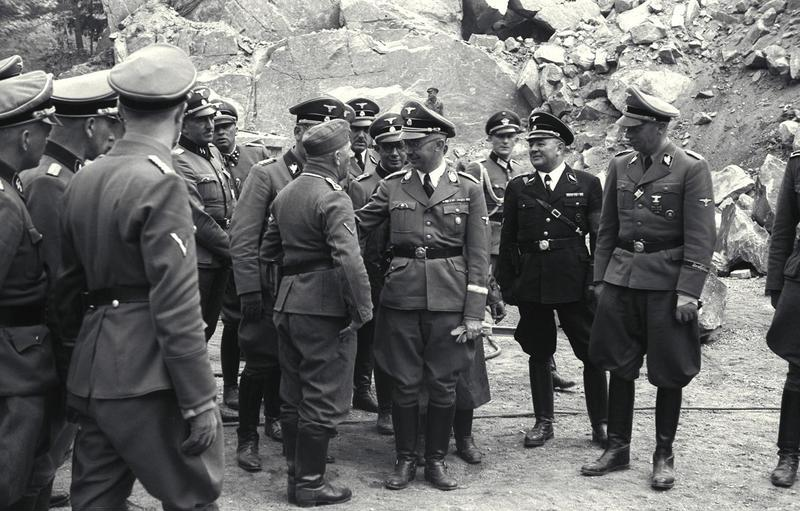
Rudolf Brandt inmediatamente detrás de Himmler durante una visita al campo de concentración de Mauthausen.

A principios de mayo de 1945, durante el desenlace de la Batalla de Berlín, Rudolf Brandt, Werner Grothmann y Heinz Macher formaron un grupo de confianza que acompañó a Himmler a Flensburg con el objeto de ponerse a disposición del nuevo gobierno alemán presidido por Karl Dönitz y Albert Speer, pero fue rechazado de plano al proponerse como segundo hombre a cargo de la seguridad nacional. Entonces, Himmler y su comitiva decidieron alcanzar Múnich atravesando Baviera, siendo detenidos por los británicos en Bremervörde. Fueron conducidos a Luneburgo y de ahí separados de Himmler. Brandt y sus acompañantes fueron llevados a un campo de prisioneros de Westertimke. Himmler se suicidaría en Luneburgo.
Rudolf Brandt fue procesado en el Juicio de los doctores, siendo absuelto de este en primera instancia, pero considerado culpable por un tribunal militar de los Estados Unidos en los cargos de colaborar en la administración de la Solución Final. A pesar de contar con los testimonios en su favor de Felix Kersten, fue sentenciado a la horca el 2 de junio de 1948, el mismo día de su cumpleaños, a la edad de 39 años por crímenes contra la humanidad.